# Tsaddie sofiet
De tsaddie sofiet is een variant van de Hebreeuwse letter tsaddie die wordt gebruikt als de tsade aan het eind van een woord staat. De letter wordt uitgesproken als de klank ts.
De letters van het Hebreeuws alfabet worden ook gebruikt als cijfers. De tsaddie sofiet is de Hebreeuwse negenhonderd.
א · ב · ג · ד · ה · ו · ז · ח · ט · י · כ · (ך) · ל · מ · (ם) · נ · (ן) · ס · ע · פ · (ף) · צ · (ץ) · ק · ר · ש · ת 

alef · beet · gimel · dalet · hee · waw · zajien · chet · tet · jod · kaf · -sofiet · lamed · mem · -sofiet · noen · -sofiet · samech · ajien · pee · -sofiet · tsaddie · -sofiet · koef · reesj · sjien · tav